# Campionati svedesi di sci alpino 1998
I Campionati svedesi di sci alpino 1998 si svolsero a Klövsjö e a Vemdalen nel mese di marzo. Il programma incluse gare di discesa libera, supergigante, slalom gigante, slalom speciale e combinata, sia maschili sia femminili.
Trattandosi di competizioni valide anche ai fini del punteggio FIS, vi parteciparono anche sciatori di altre federazioni, senza che questo consentisse loro di concorrere al titolo nazionale svedese.

## Risultati

### Uomini

#### Discesa libera
| Pos. | Atleta        | Nazione |
| ---- | ------------- | ------- |
| 1    | Patrik Järbyn | Svezia  |
| 2    | ?             | ?       |
| 3    | ?             | ?       |

#### Supergigante
| Pos. | Atleta        | Nazione |
| ---- | ------------- | ------- |
| 1    | Patrik Järbyn | Svezia  |
| 2    | ?             | ?       |
| 3    | ?             | ?       |

#### Slalom gigante
| Pos. | Atleta             | Nazione | Tempo   |
| ---- | ------------------ | ------- | ------- |
| 1    | Fredrik Nyberg     | Svezia  | 2:00,91 |
| 2    | Charlie Bergendahl | Svezia  | 2:01,69 |
| 3    | Pär Abersten       | Svezia  | 2:01,88 |
| 4    | Martin Hansson     | Svezia  | 2:01,91 |
| 5    | Johan Brolenius    | Svezia  | 2:01,95 |
| 6    | Joel Svensson      | Svezia  | 2:02,19 |
| 7    | Patrik Järbyn      | Svezia  | 2:02,30 |
| 8    | Anders Andersson   | Svezia  | 2:02,44 |
| 9    | Markus Larsson     | Svezia  | 2:02,51 |
| 10   | Per Klintberg      | Svezia  | 2:02,68 |

Data: 27 marzo

#### Slalom speciale
| Pos. | Atleta              | Nazione | Tempo   |
| ---- | ------------------- | ------- | ------- |
| 1    | Martin Hansson      | Svezia  | 1:38,27 |
| 2    | Markus Larsson      | Svezia  | 1:38,89 |
| 3    | Emanuel Isaxon      | Svezia  | 1:38,90 |
| 4    | Per Klintberg       | Svezia  | 1:39,02 |
| 5    | Anders Andersson    | Svezia  | 1:39,25 |
| 6    | Charlie Bergendahl  | Svezia  | 1:39,39 |
| 7    | Nicklas Nääs        | Svezia  | 1:39,46 |
| 8    | Alexander Feinestam | Svezia  | 1:39,72 |
| 9    | Daniel Sjögren      | Svezia  | 1:39,82 |
| 10   | Fredrik Nyberg      | Svezia  | 1:39,93 |

Data: 28 marzo

#### Combinata
| Pos. | Atleta         | Nazione |
| ---- | -------------- | ------- |
| 1    | Fredrik Nyberg | Svezia  |
| 2    | ?              | ?       |
| 3    | ?              | ?       |

### Donne

#### Discesa libera
| Pos. | Atleta        | Nazione |
| ---- | ------------- | ------- |
| 1    | Linda Ydeskog | Svezia  |
| 2    | ?             | ?       |
| 3    | ?             | ?       |

#### Supergigante
| Pos. | Atleta        | Nazione |
| ---- | ------------- | ------- |
| 1    | Linda Ydeskog | Svezia  |
| 2    | ?             | ?       |
| 3    | ?             | ?       |

#### Slalom gigante
| Pos. | Atleta             | Nazione   | Tempo   |
| ---- | ------------------ | --------- | ------- |
| 1    | Anja Pärson        | Svezia    | 1:48,76 |
| 2    | Martina Fortkord   | Svezia    | 1:49,57 |
| 3    | Tanja Poutiainen   | Finlandia | 1:49,95 |
| 4    | Erika Hansson      | Svezia    | 1:50,07 |
| 5    | Ylva Nowén         | Svezia    | 1:50,33 |
| 6    | Linda Ydeskog      | Svezia    | 1:50,62 |
| 7    | Riitta Pitkänen    | Finlandia | 1:51,07 |
| 8    | Janette Hargin     | Svezia    | 1:51,29 |
| 9    | Kristina Andersson | Svezia    | 1:51,32 |
| 10   | Susanne Ekman      | Svezia    | 1:51,60 |

Data: 27 marzo

#### Slalom speciale
| Pos. | Atleta             | Nazione   | Tempo   |
| ---- | ------------------ | --------- | ------- |
| 1    | Ylva Nowén         | Svezia    | 1:16,99 |
| 2    | Anna Ottosson      | Svezia    | 1:17,80 |
| 3    | Linda Ydeskog      | Svezia    | 1:18,03 |
| 4    | Anja Pärson        | Svezia    | 1:18,24 |
| 5    | Sandra Hälldahl    | Svezia    | 1:18,44 |
| 6    | Erika Hansson      | Svezia    | 1:18,89 |
| 7    | Tanja Poutiainen   | Finlandia | 1:18,96 |
| 8    | Kristina Andersson | Svezia    | 1:19,61 |
| 9    | Karin Huttary      | Svezia    | 1:19,90 |
| 10   | Martina Fortkord   | Svezia    | 1:44,63 |

Data: 28 marzo

#### Combinata
| Pos. | Atleta        | Nazione |
| ---- | ------------- | ------- |
| 1    | Linda Ydeskog | Svezia  |
| 2    | ?             | ?       |
| 3    | ?             | ?       |